# آلیسا آدامیان
آلیسا آدامیان (ارمنی: Ալիսա Ադամյան؛ زادهٔ ۲۸ ژوئن ۱۹۴۳) فعال، کارشناس علوم پرورشی و نوازنده ویولن اهل ارمنستان است.

## زندگی‌نامه
وی در ۲۸ ژوین ۱۹۴۳ در ایروان به دنیا آمد و از کنسرواتوار دولتی کومیتاس ایروان فارغ‌التحصیل گشت. وی برنده جوایزی همچون مدال موسس خورناتسی (۲۰۱۲) است.

## نگارخانه

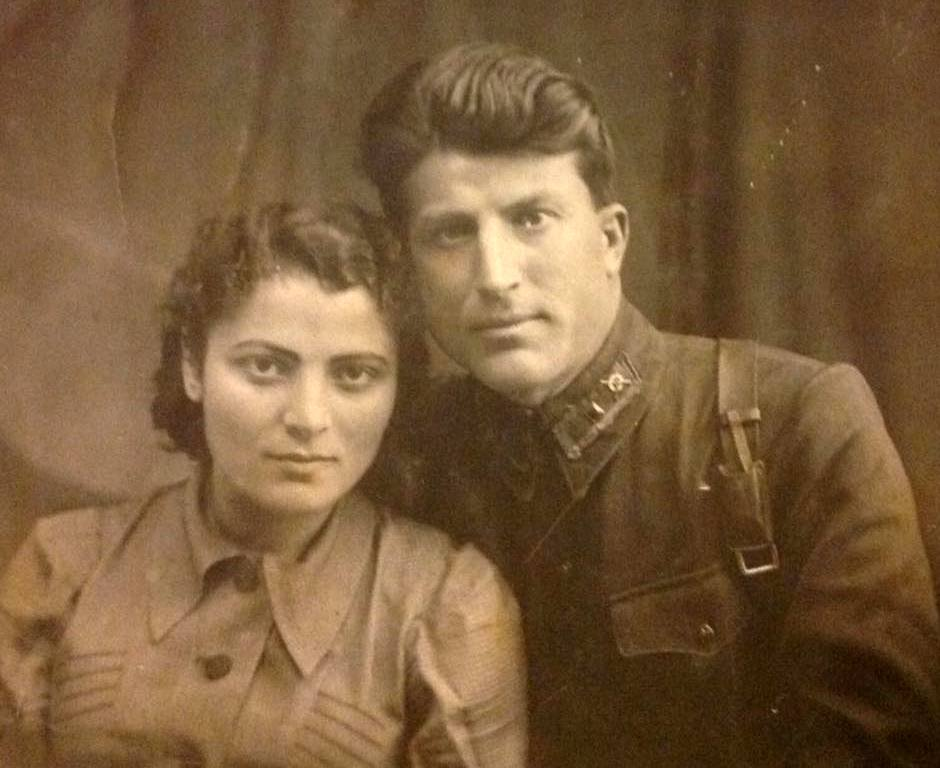
والدین آلیسیا آدامیان
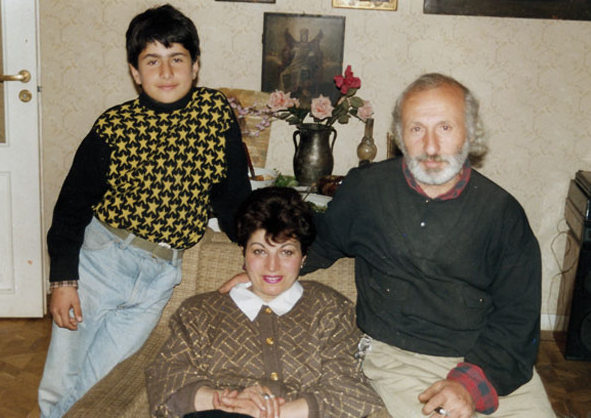
خانواده آلیسیا آدامیان
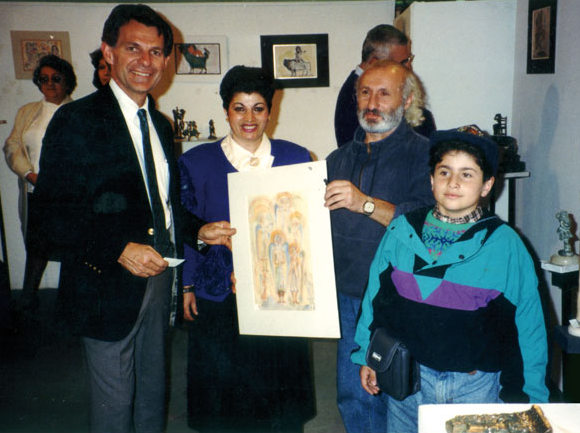
نمایشگاه آلیسیا آدامیان
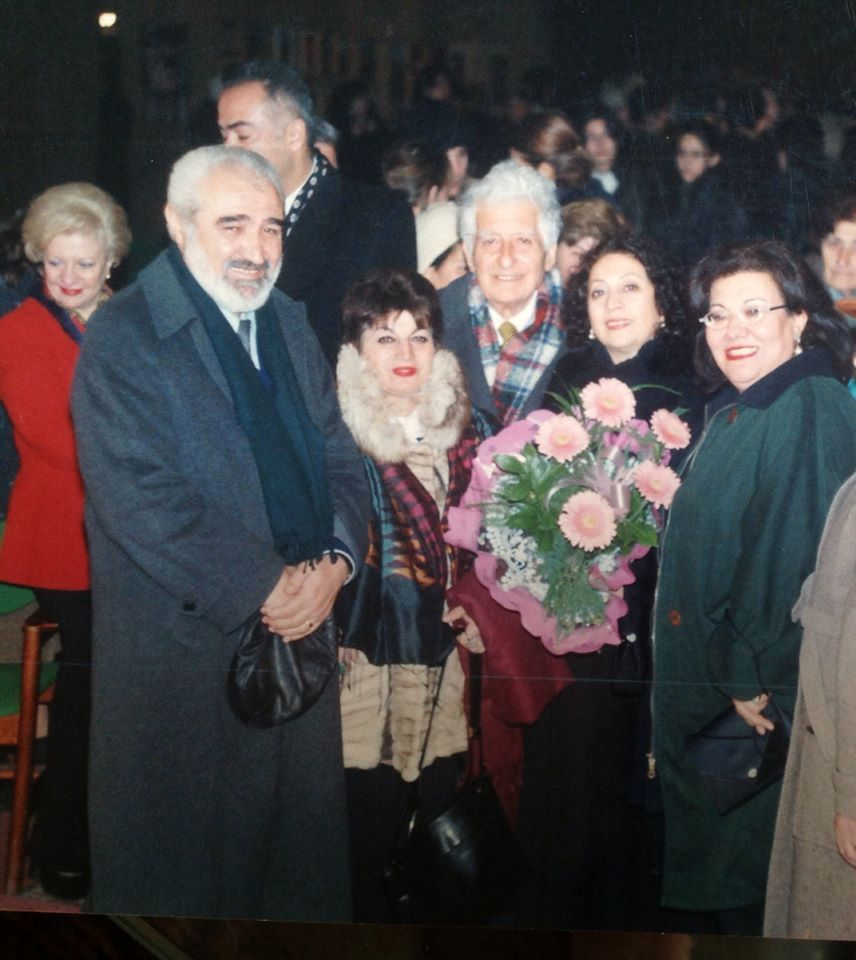
نمایشگاه آلیسیا آدامیان
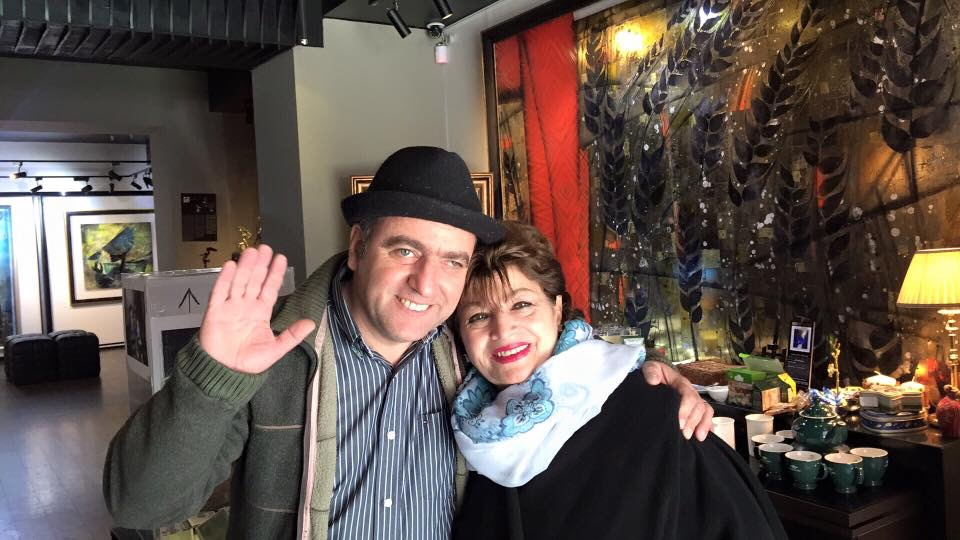
خانواده آلیسیا آدامیان
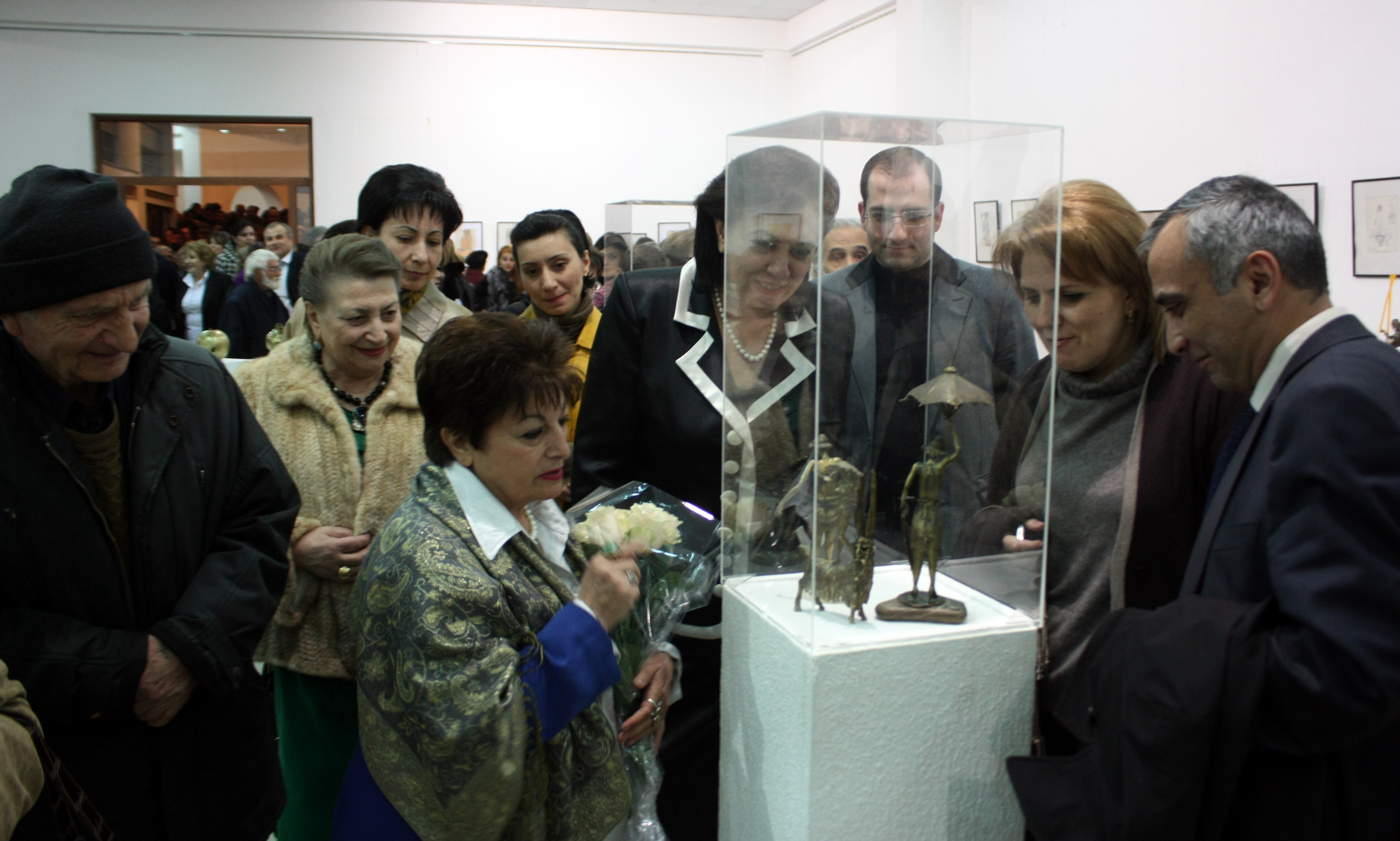